# Блэкэддер, Тодд
Тодд Джулиан Блэкэддер (англ. Todd Julian Blackadder; род. 20 сентября 1971 года в Рангиоре) — новозеландский регбист и регбийный тренер. В данный момент возглавляет английский клуб «Бат». В прошлом работал ассистентом главного тренера клуба «Эдинбург» и главой Регбийного союза Тасмана.

## Карьера

### Игровая
Будучи игроком, Блэкэддер провёл 25 матчей за национальную сборную, из них 14 — в роли капитана. На новозеландском этапе карьеры представлял «Крусейдерс» и сборную региона Кентербери, где также был капитаном (ранее, в 1900 году, провёл 9 матчей за сборную Нельсон-Бейс). Выступал на позиции лока. Продолжил профессиональные выступления в Шотландии, где играл за «Эдинбург». Сыграл за сборную страны на первом чемпионате мира по регби-7.

### Тренерская
По окончании карьеры игрока начал ассистировать главному тренеру шотландской сборной Мэтту Уильямсу и наставнику «Эдинбурга» Фрэнку Хэддену. Позже перешёл на позицию спортивного директора (также главного тренера) Регбийного союза Тасмана. Наконец, в 2009 году возглавил «Крусейдерс». В 2011 году вместе с «крестоносцами» он стал финалистом чемпионата Супер Регби.